# Prefectura Aichi
Prefectura Aichi (愛知県 Aichi-ken?) este o prefectură în Japonia, aflată în Regiunea Chūbu(中初地方).

## Geografie

Harta prefecturii Aichi

### Municipii
Prefectura cuprinde 38 localități cu statut de municipiu (市):
| - Aisai(愛西) - Ama - Anjō(安城) - Chiryū - Chita - Gamagōri - Handa - Hekinan | - Ichinomiya - Inazawa - Inuyama - Iwakura - Kariya - Kasugai - Kitanagoya - Kiyosu | - Komaki - Kōnan - Miyoshi - Nagakute - Nagoya (centrul prefectural) - Nishio - Nisshin - Okazaki | - Obu - Owariasahi - Seto - Shinshiro - Tahara - Takahama - Tokoname - Tōkai | - Toyoake - Toyohashi - Toyokawa - Toyota - Tsushima - Yatomi |

1. ↑  愛知県庁舎の歴史　年表 (în japoneză), Wikipedia în japoneză, arhivat din original la |archive-url= necesită |archive-date= (ajutor)
2. ↑  Japan Statistical Yearbook 2023, p. 19